# Dragon’s Crown
Dragon’s Crown ist ein Computerspiel des japanischen Entwicklers Vanillaware. Es vermischt Elemente des Computer-Rollenspiels mit denen eines Beat ’em ups. Es erschien ursprünglich am 25. Juli 2013 für die PlayStation 3 und die PlayStation Vita. 2018 wurde das Spiel zusätzlich in einer überarbeiteten Version als Dragon’s Crown Pro für die PlayStation 4 veröffentlicht.

## Spielprinzip
Dragon’s Crowns Spielformel ähnelt Capcoms Arcadespiel Tower of Doom, an dem Vanillaware-Gründer George Kamitani ebenfalls mitgearbeitet hat. Der Spieler wählt aus einem vorgegebenen Set an Helden seine Spielerfigur, mit der er das Abenteuer bestreitet. Zur Wahl stehen ein Krieger, ein Zwerg, eine Amazone, ein Magier, eine Zauberin und eine Elfin. Ausgangspunkt ist eine Taverne in der Residenzstadt des Fantasy-Königreichs Hydeland, von wo aus der Spieler zu seinen Abenteuerreisen ins Umland der Hauptstadt aufbricht. Innerhalb der Stadt gibt es weitere Anlaufpunkte wie etwa eine Schmiede mit Waffenhandel, einen Tempel oder die Abenteurergilde. Die Figuren bewegen sich ähnlich einem seitlich scrollenden Beat ’em up von links nach rechts durch die zweidimensional gezeichnete Kulisse der Spielwelt. Ähnlich einem Dungeon Crawler durchstreift der Spieler mit seiner Figur wahlweise allein oder mit menschlichen bzw. computergesteuerten Mitstreitern Level auf der Suche nach Schätzen. Dabei muss er zahlreiche Kreaturen bekämpfen und in der Regel einen Level-Endgegner zur Strecke bringen. Das Kampfsystem ist in Echtzeit und bietet unterschiedliche Angriffsmanöver, die der Spieler geschickt miteinander kombinieren muss. Ist der Level gemeistert, kehrt die Heldentruppe mit der Beute in die Taverne zurück und erhält Erfahrungspunkte, mit denen die Figuren ihre Fähigkeiten verbessern können.

## Rezeption
Das Spiel wurde mehrheitlich positiv aufgenommen.

„Dragon’s Crown bietet ein einzigartiges 2D-Artdesign, hektische Kämpfe für bis zu vier Spieler sowie eine motivierende Jagd nach immer besserer Ausrüstung.“

Am Veröffentlichungstag in Japan wurden rund 175.000 physische Einheiten verkauft, nach der ersten Verkaufswoche kam das Spiel kombiniert für PS3 und PS Vita auf 300.000 verkaufte Einheiten. Bis September 2017 stiegen die Verkaufszahlen der Erstfassung auf mehr als eine Million Exemplare.
Eine Kontroverse entspann sich über die stark sexualisierte Darstellung weiblicher Figuren im Spiel. Jason Schreier von Kotaku kritisierte die überproportionalen Busen- und Gesäßdarstellung der weiblichen Spielerfiguren als Fortführung einer männlich dominierten Sichtweise, die die Spieleindustrie seit mehr als 30 Jahren auszeichne und viele Frauen von Spielen und der Spieleentwicklung fernhalte. Vanillaware-Gründer George Kamitani reagierte zunächst mit einer Replik, die auf die mögliche sexuelle Orientierung des Autors abzielte. Christian Nutt von Gamasutra bezeichnete dies als latent homophob, auch wenn er Kamitani keine grundsätzlich böswilligen Absichten, sondern mangelndes Feingefühl unterstellte. Kamitani zog seine Äußerung später mit einer Entschuldigung gegenüber Schreier zurück. Er begründete die ursprüngliche Designentscheidung mit einer beabsichtigten, cartoonartigen Übertreibung im Bezug auf alle Figurenproportionen, auch der männlichen Figuren oder Monster. Gleichzeitig entschuldigte er sich für die Irritationen, die diese Entscheidung ausgelöst hätten. Darauf aufbauend bescheinigte Damien McFerran von Pushsquare dem Spiel zwar eine erkennbar augenzwinkernd ironische Grundtonalität. Dennoch würden einige Inhalte es schwer machen, den Entwickler auf diese Weise in Schutz zu nehmen, da sie erkennbar nur der Stimulation eines männlichen Publikums dienten und das Weglassen dieser Inhalte dem Spiel eher genützt als geschadet hätte.